# Кубок Меланезії з футболу 1996
Кубок Меланезії 1996 року проходив у Папуа Новій Гвінеї і зібрав трьох учасників: Соломонові Острови, Папуа Нову Гвінею та Вануату. Кубок не був офіційним турніром і виконував функції першого етапу відбіркового турніру чемпіонату світу з футболу 1998 року в тихоокеанській континентальній зоні.  Фіджі і  Нова Каледонія не брали участь у цьому розіграші.
Команди зустрічалися по одному разу кожна з кожною,  Папуа Нова Гвінея вперше виграла кубок Меланезії і вийшла в другий етап відбіркового турніру чемпіонату світу.  Соломонові Острови, які посіли друге місце, вийшли у стиковий матч першого етапу відбіркового турніру чемпіонату світу.
Всі матчі були зіграні в місті Лае.

## Результати
| Команда            | І | В | Н | П | ГЗ | ГП | О |
| ------------------ | - | - | - | - | -- | -- | - |
| Папуа Нова Гвінея  | 2 | 1 | 1 | 0 | 3  | 2  | 4 |
| Соломонові Острови | 2 | 0 | 2 | 0 | 2  | 2  | 2 |
| Вануату            | 2 | 0 | 1 | 1 | 2  | 3  | 1 |

| 16 вересня 1996   | \| Папуа Нова Гвінея \| 1 — 1 \| Соломонові Острови \| \| Річард Деніел, 15 \| Голи \| Едді Рукумана, 71 \| | Ігнатіус Кілаге, Лае Глядачів: 4 500 Арбітр: Юджин Браззал (Австралія) |
| Папуа Нова Гвінея | 1 — 1 | Соломонові Острови                                                     |
| Річард Деніел, 15 | Голи | Едді Рукумана, 71                                                      |

| 18 вересня 1996    | \| Соломонові Острови \| 1 — 1 \| Вануату \| \| Ноел Беррі, 16 \| Голи \| Ію Туан Наукут, 37 \| | Ігнатіус Кілаге, Лае |
| Соломонові Острови | 1 — 1                                                                                           | Вануату              |
| Ноел Беррі, 16     | Голи                                                                                            | Ію Туан Наукут, 37   |

| 20 вересня 1996   | \| Вануату \| 1 — 2 \| Папуа Нова Гвінея \| \| Реджинал Гаро, 27 \| Голи \| Бетман Фурігі, 88 Рой Каранг, 89 \| | Ігнатіус Кілаге, Лае             |
| Вануату           | 1 — 2 | Папуа Нова Гвінея                |
| Реджинал Гаро, 27 | Голи | Бетман Фурігі, 88 Рой Каранг, 89 |

| Кубок Меланезії 1996        |
| --------------------------- |
| Папуа Нова Гвінея 1-й титул |